# Matilde II, Condessa de Bolonha
Matilde II de Bolonha ou Matilde de Dammartin (em francês: Mathilde de Boulogne ou Mahaut de Boulogne; 1202–1258) foi uma nobre francesa, condessa de Bolonha, Mortain, Aumale e Dammartin de 1216 a 1260 e rainha consorte de Portugal de 1248 a 1253.

## Vida
Filha do conde Reinaldo de Dammartin e da condessa Ida, Condessa de Bolonha, Matilde herdou os condados dos pais, uma vez que estes não tiveram filho varão que lhes sucedesse.
Em 1214, o seu pai fez parte da coligação derrotada na batalha de Bouvines por Filipe Augusto, acabando por ser aprisionado pelo rei de França. Este último assumiu o controle de Bolonha e em 1218 casou Matilde com o seu filho Filipe Hurepel. Deste casamento nasceram:
- Joana (1219–1252), casada com Gautério de Châtillon, conde de Nevers.
- Alberico (1222–depois de 1284), conde de Clermont, que abdicaria das suas possessões em favor da irmã para se instalar na Inglaterra.

Após 1214, o condado de Bolonha ficou sob a administração directa do monarca francês, mas quando este morreu em 1223, Filipe Hurepel assumiu o controlo. O condado prosperou durante este período de paz; Filipe fez restaurações e melhorias às fortificações de Bolonha-sobre-o-Mar e outras praças fortes do condado, mas morreu em 1234.

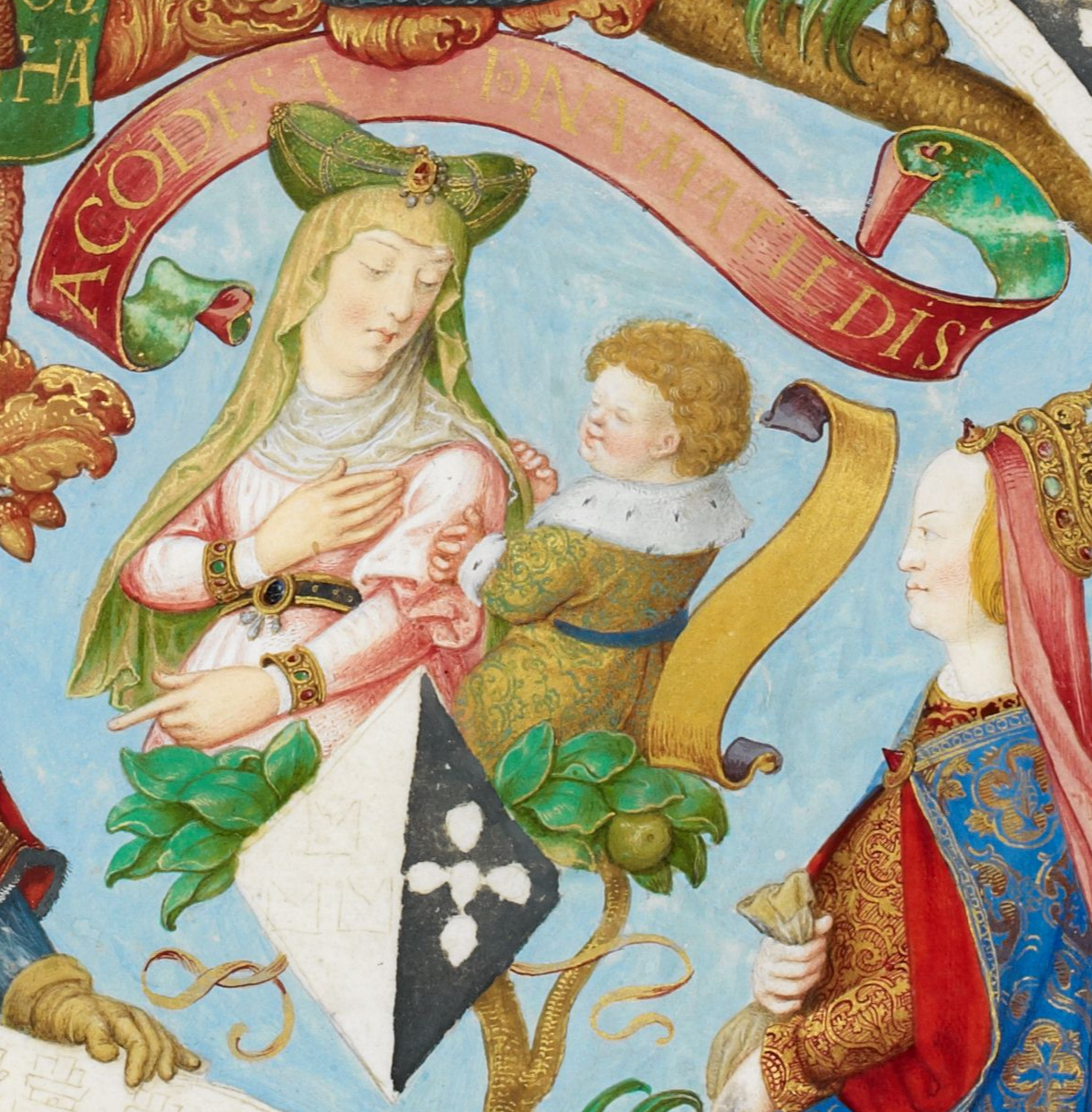
Representação de Matilde na obra Genealogia dos Reis de Portugal.

Entretanto a coroa francesa tinha passado para Luís IX, sob a regência de Branca de Castela, viúva de Luís VIII. Uma vez que condado de Bolonha ainda estava sob protecção do reino de França, Branca de Castela organizou novo matrimónio para Matilde. O escolhido foi o infante português D. Afonso, futuro D. Afonso III, irmão mais novo do rei D. Sancho II e filho de D. Afonso II com Urraca de Castela, irmã de Branca. Afonso tornou-se conde de Bolonha por casamento.
Por esta época, havia em Portugal grandes convulsões internas. D. Sancho envolvera-se num conflito com a Igreja Católica, pairando sob o país um clima de quase guerra civil. Branca de Castela viu então a possibilidade de aproximar diplomaticamente os reinos de Portugal e França, tendo-se aliado com o Papa Inocêncio IV contra o referido D. Sancho. De seguida, procurou convencer o papa a depô-lo de rei de Portugal no Concílio de Lião, e a designar o seu Afonso como Defensor e Protector do Reino de Portugal (regente).
Afonso dirigiu-se a Portugal, tendo acabado por derrotar os partidários de D. Sancho, que morreu exilado em Toledo. Pouco depois era aclamado rei de Portugal e dos Algarves, tendo Matilde tornado-se rainha ao seu lado. Mas quando se tornou evidente que Matilde não podia gerar mais filhos e, por conseguinte, o tão desejado herdeiro para o trono, Afonso repudiou-a (1253) e casou-se de novo, com Beatriz de Castela, como parte de um tratado de paz firmado com o reino de Castela.
No entanto, como o seu anterior matrimónio não tinha sido anulado pela Igreja — o que acabou por motivar também conflitos entre D. Afonso e o papado, tal como já antes sucedera com o seu irmão mais velho. Reza a lenda que a condessa Matilde teria vindo à Península Ibérica para repreender o marido, o que carece de qualquer fundo de verdade. Seja como for, Matilde interveio junto da Santa Sé, que declarou inválido o casamento de Afonso e o obrigou a retractar-se; só depois da morte de Matilde o papa legitimou o seu segundo matrimónio.
Depois da sua morte, o condado de Bolonha passou por um período de disputa entre vários pretendentes, mas o parlamento de Paris acabaria por decidir a favor de Adelaide de Brabante, uma prima de Matilde, filha de Henrique I de Brabante.